# Fritz Elze
Fritz Elze (* 6. November 1897 in Halle (Saale); † unbekannt) war ein deutscher Jurist, nationalsozialistischer Funktionär und Landrat.

## Leben und Wirken
Elze stammte aus der preußischen Provinz Sachsen. Nach dem Schulbesuch in Halle studierte er Rechtswissenschaften an der dortigen Universität und promovierte dort 1924 zum Dr. jur. Das Thema seiner Dissertation lautete „Deutsches Staatsausnahmerecht nach Art. 48 der Reichsverfassung“. Seit 1919/20 war er Mitglied der Studentenverbindung AV Zaringia Freiburg im Breisgau. Am 20. September 1924 legte er die juristische große Staatsprüfung ab und trat in den öffentlichen Dienst ein. Zunächst war Elze bis 1930 beim Regierungspräsidenten in Gumbinnen eingesetzt. Dann wurde er nach Bielefeld versetzt, wo er als stellvertretender Polizeipräsident tätig war und zum Regierungsrat ernannt wurde. 1932 erfolgte seine Versetzung zur Regierung Kassel, wo er politischer Sachbearbeiter des Regierungspräsidenten Konrad von Monbart wurde und 1933 an der Errichtung der Geheimen Staatspolizeistelle (Gestapostelle) Kassel beteiligt war, zu deren Leiter er ernannt wurde. Zum 1. Mai 1933 trat er der NSDAP bei (Mitgliedsnummer 3.216.609). Bereits kurze Zeit später wurde Elze als Kreisleiter der NSDAP in Wolfhagen eingesetzt und zunächst kommissarisch und am 1. November 1933 definitiv zum Landrat im Kreis Wolfhagen ernannt.  Dieses Amt übte er bis zum Ende des Zweiten Weltkrieges aus. Während seiner Amtszeit wurden 1942 zehn Juden aus dem Landkreis Wolfhagen mit dem Sonderzug D-57 in die Vernichtungslager Majdanek und Sobibor verschleppt.
Nach der Bildung der Ortsgruppe Kassel des Marburger Universitätsbundes wurde er dessen zweiter Vorsitzender und Schriftführer.
Später war er wieder in Kassel tätig.